# Apostelvogel
De apostelvogel (Struthidea cinerea) is een zangvogel uit de familie Corcoracidae (slijknestkraaien).

## Kenmerken
De vogel is 28,5 tot 33 30 cm lang. De apostelvogel komt voor in de bosgebieden van Australië, meestal enigszins open en droge bosgebieden, ook in aanplant van bomen langs wegen en rivieren of boomgaarden. De apostelvogel is overwegend donkergrijs gekleurd, met een lange donkere staart, die in het zonlicht een groene glans krijgt. De bevedering van de kop, nek en borst is voorzien van bleekgrijze vlekjes. De vleugels zijn bruinachtig. De poten en de snavel zijn zwart.

## Leefwijze
De vogel heet apostelvogel omdat ze naar verluidt altijd in groepen van twaalf optrekken. In werkelijkheid varieert het aantal van zes tot twintig. Buiten het broedseizoen vormen ze grotere groepen, soms gemengd met modderkraaien.

## Voortplanting
Net als de verwante modderkraaien broeden ze in kleine familiegroepen en maken ze nesten waarbij modder wordt gebruikt als cement. De familieleden helpen elkaar bij de nestbouw, het broeden en het opvoeden van de jongen.

## Verspreiding en leefgebied
De vogel is inheems in het oosten en op sommige plaatsen in het noorden van Australië en telt twee ondersoorten:
- S. c. cinerea: oostelijk Australië.
- S. c. dalyi: noordelijk-centraal en noordoostelijk Australië.

## Status
Het is plaatselijk een vrij algemene vogel, die als niet bedreigd op de internationale rode lijst staat. In de verschillende deelstaten van Australië gelden echter onderling verschillende beschermingsmaatregelen.

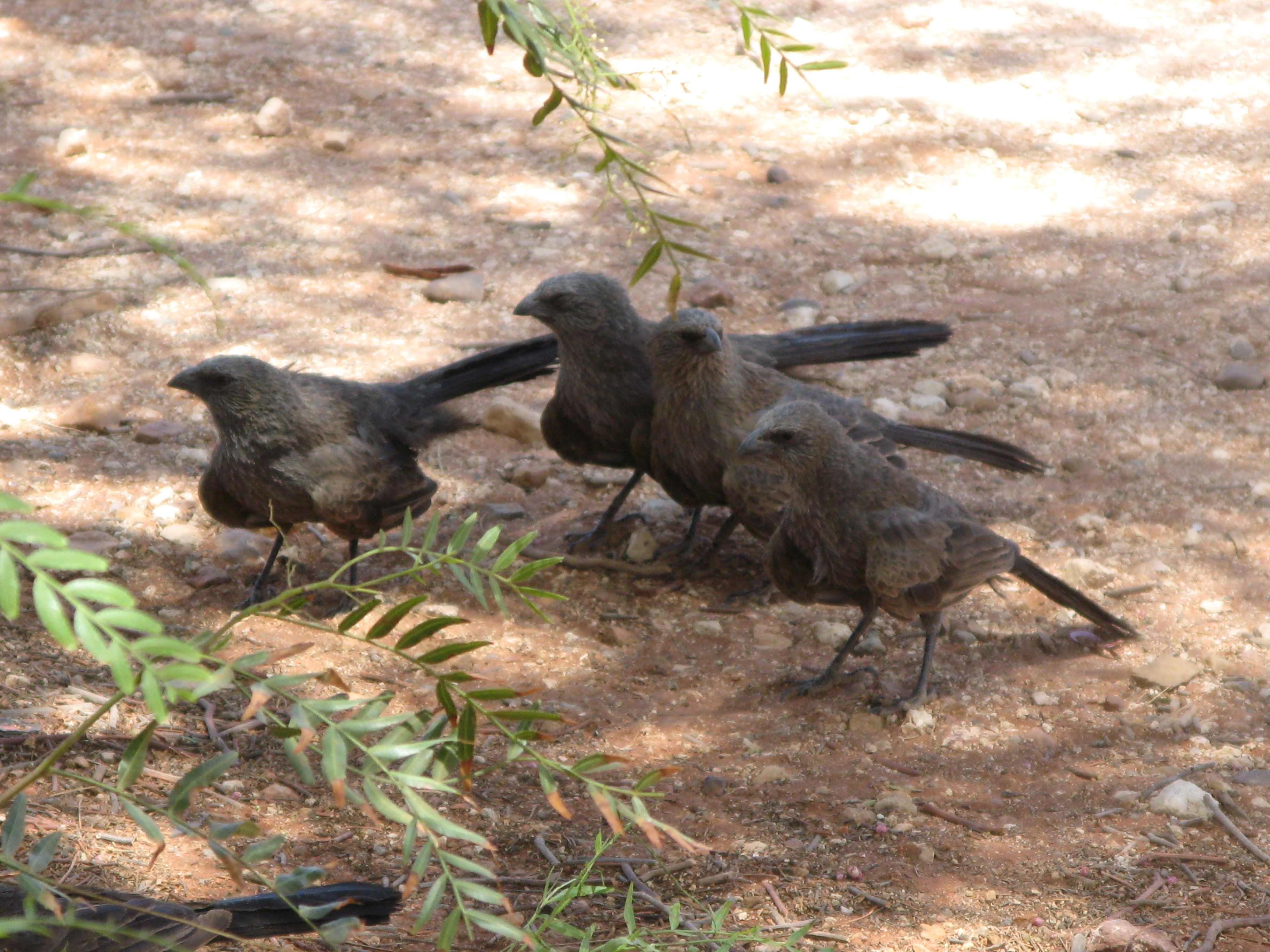
Groepje apostelvogels